# Gruta de Massabielle
La Gruta de Massabielle (en francés: Grotte de Massabielle) también conocida como la Gruta de Lourdes es una cueva conocida por ser un lugar de peregrinaje católico situada en Lourdes (Altos Pirineos, Francia). Aquí es donde Bernadette Soubirous afirmó haber presenciado dieciocho apariciones de la Virgen María en 1858 y donde, bajo las indicaciones de la Virgen, descubrió una fuente de agua actualmente considerada milagrosa.

## Descripción

### Geografía
La cueva se encuentra en la zona del Santuario de Lourdes, situado a orillas del río Gave de Pau. El topónimo Massabielle viene del occitano, que significa «tierra vieja» o «roca vieja».

### Geología
La gruta de Massabielle tiene 3,80 metros de altura, 9,50 metros de profundidad y 9,85 metros de ancho. Pertenece a una grieta en la pared de roca de 27 metros de altura. La pared es lisa y húmeda por zonas, y puede verse el movimiento del resurgimiento kárstico en dirección hacia el río Gave, a través de un agujero en la roca.
La cueva es una sencilla cavidad de piedra caliza con un bloque de morrena atrapado en una manga y algunas estalagmitas.

### Hidrología

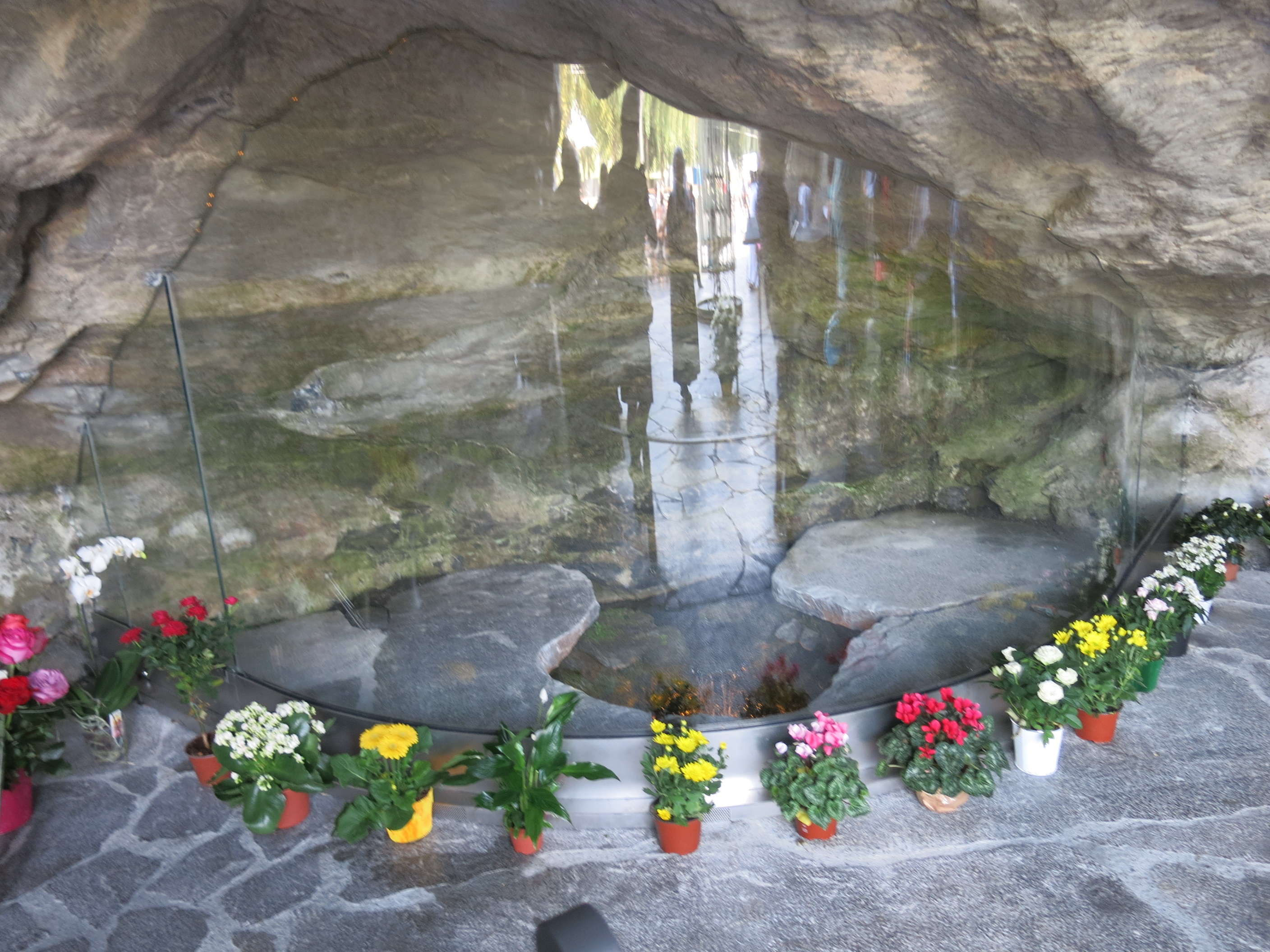
Fuente de la gruta de Massabielle, después de la reforma posterior a la inundación de 2013

Una fuente de agua fluye de la cueva, formada por 7 u 8 resurgimientos kársticos (acuíferos subterráneos) de las aguas provenientes del sinclinal de Batsurguère-Prat d'Aureilh y que alimenta el Gave de Pau. Se dice que esta fuente, que fluye cerca de la cueva de la novena aparición del 25 de febrero de 1858, tiene poderes milagrosos. Bernadette Soubirous explicó que la Señora le dijo: «Vaya beber en la hont y lauve» (Ven a beber a la fuente y lávate).
La fuente fue protegida en 1949 y mejorada en 1974 (cubierta con una placa de vidrio, con iluminación), y el agua se encauzó hacia un depósito que hay debajo de las basílicas. Desde entonces, los peregrinos beben el agua a 12 °C. Ellos la pueden recoger desde unos grifos que están a la parte derecha de la gruta (los trabajos realizados después de las inundaciones del Gave de 2012 y 2013 han desplazado esta colecta, considerada ruidosa y nada propicia para la meditación que se hace allí cerca). También se puede bañar en las bañeras (conocidas como « piscinas », construidas en 1882), situadas más a la derecha de la fuente.

## Historia
Antes de las apariciones, el lugar era considerado impuro y conocido con el nombre de la tute aux cochons (la cueva de los cerdos) porque era donde se llevaban los cerdos. Muchas de las creencias o supersticiones, siempre se han vinculado a las cuevas, especialmente de las regiones montañosas.
En 1858, Bernadette Soubirous relató dieciocho apariciones de una chica que ella le llamaba «Aquéro» («ella» en occitano).
El obispo de Tarba y Lorda, el Monseñor Bertrand-Sévère Laurence, compró la gruta a la comuna en 1861.

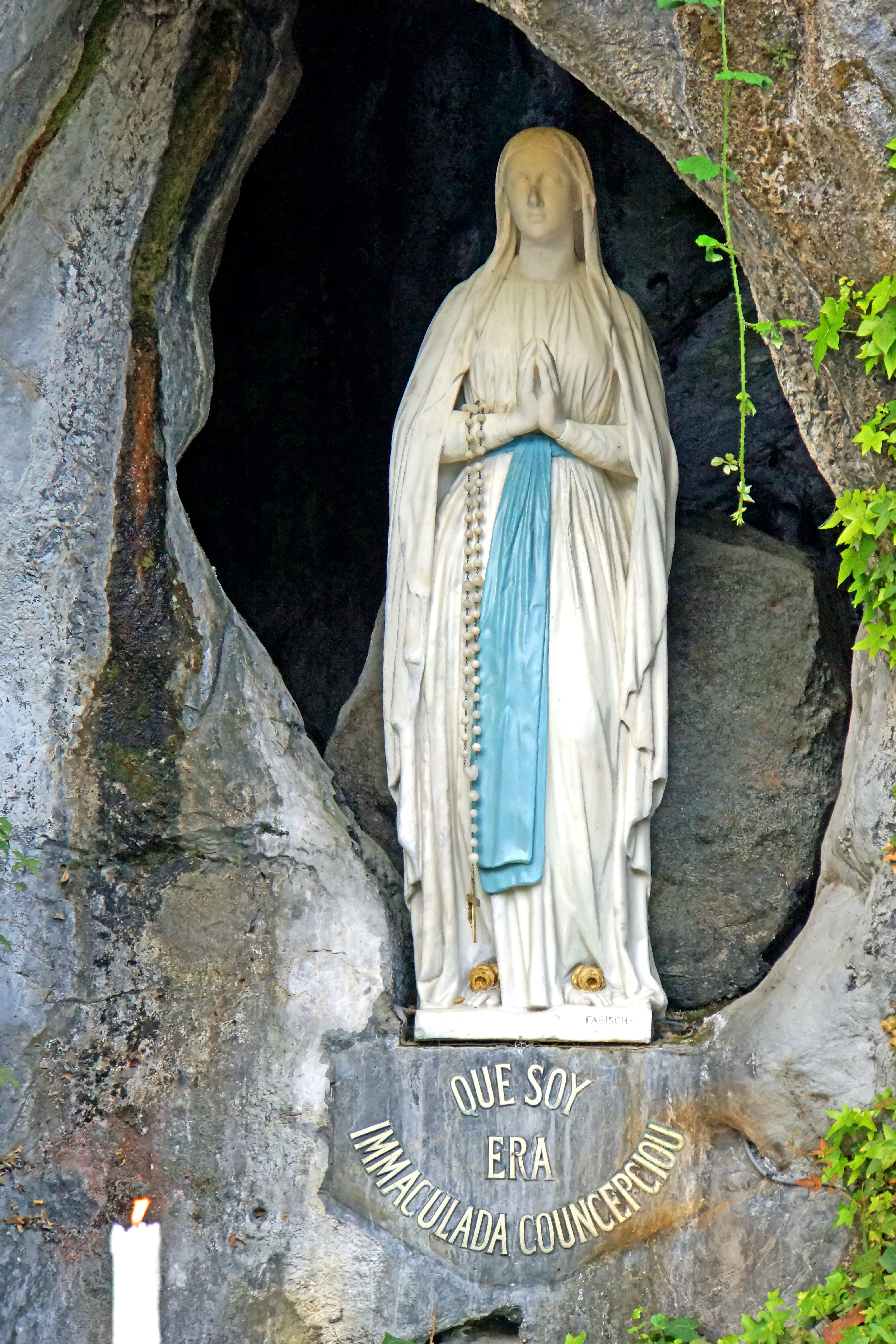
Estatua de Nuestra Señora de Lourdes

Una estatua de la Virgen en mármol de Carrara, obra de Joseph-Hugues Fabisch (su nombre es claramente visible en el pedestal), está colocada en la parte superior derecha de la cueva a 2 metros de altura, en una cavidad secundaria de la roca, llamado «nicho de las apariciones». Fue inaugurada en 4 de abril de 1864, durante la primera procesión oficial organizada por la Iglesia y que reunió más de 10.000 personas. A los pies de la estatua está inscrito en un semicírculo frase en occitano "Que soy era Immaculada Councepciou" (Yo soy la Inmaculada Concepción) que habría pronunciado la Virgen María a Bernadette. La estatua está vestida con un velo blanco y un vestido blanco con un cinturón azul que cae en dos grandes cintas. Tiene una rosa dorada que florece en cada pie y una cadena de oro con el rosario y los grandes blancos cayendo de sus manos cruzadas. La estatua fue restaurada en 1996 . Bernadette nunca quedó completamente satisfecha con cualquiera de las representaciones de la Virgen María que se le apareció, incluyendo esta estatua.

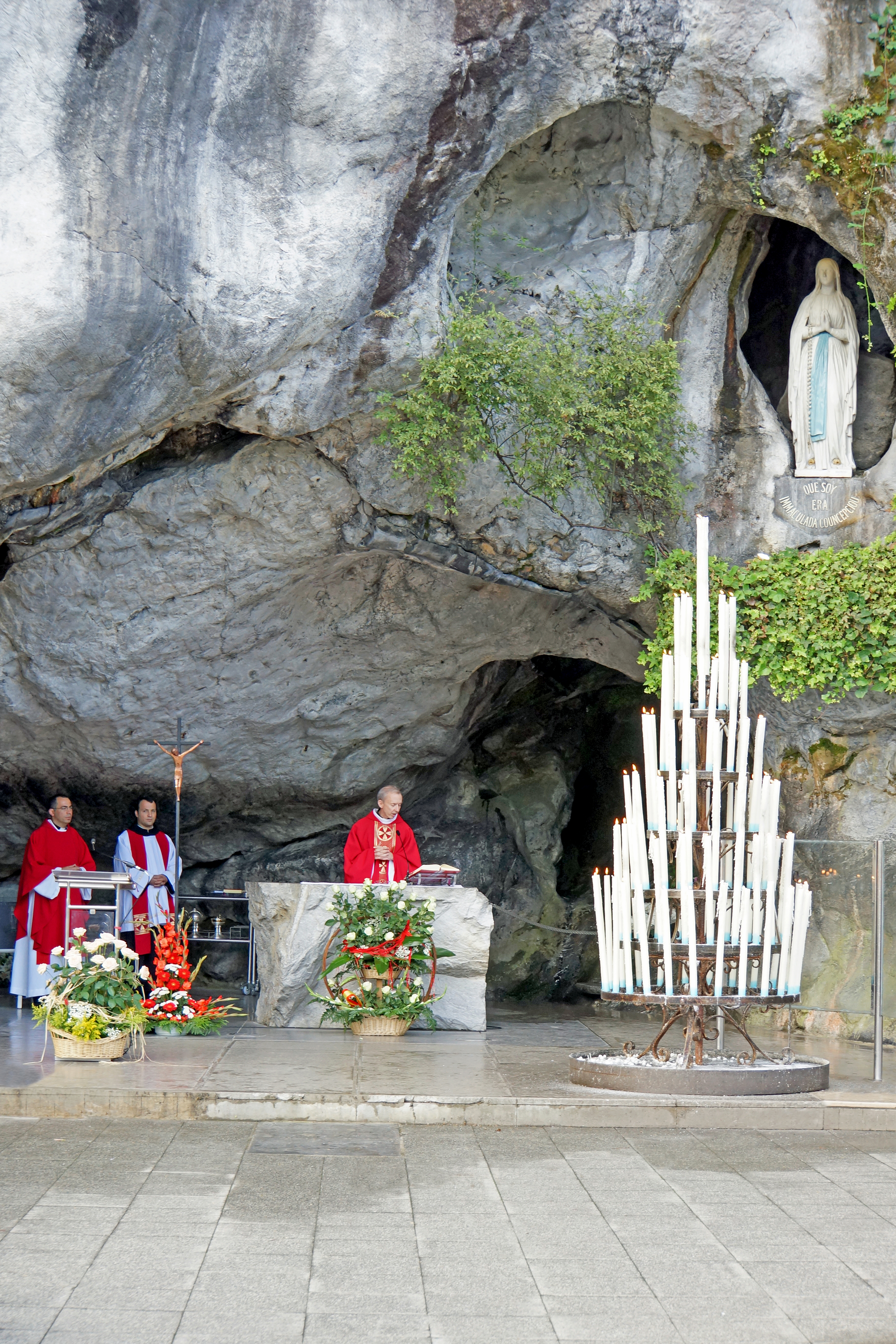
Altar de la cueva. Hay seis idiomas oficiales en el santuario: francés, inglés, italiano, español, holandés y alemán

Se colocó el primer altar en 1866, y fue reemplazado sucesivamente en 1874, 1907 y 1958 . En 1950, el obispo de Tarba y Lourdes, Pierre-Marie Théas, reconstruyó el lugar como parte de la celebración del centenario de las apariciones.
La sacristía se construyó en 1874 y se ocultó al público en una parte de la cueva, pero fue derribada para ser sustituida por otra, más pequeña, enterrada en la roca.
Por encima de la cueva se construyó entre 1866 y 1871 una doble basílica sobre dos niveles, el Santuario de Nuestra Señora de Lourdes.
El antiguo cauce del río Gave se llenó de tierra en 1877 con el fin de desarrollar una explanada suficiente grande para dar cabida a varios miles de peregrinos. En 1878 se amplió el camino hacia la gruta porque no era lo suficientemente grande para canalizar a los peregrinos.
La popularidad de los «eventos» y el sitio ha sido utilizado sobre todo para una cierta forma de militancia  e incluso de activismo  en círculos católicos, que vieron bajo el Segundo Imperio hasta la Segunda Guerra Mundial una gran oportunidad para la conquista de la fe ( «recristianización» ), después de los episodios revolucionarios y anticlericales ocurridos desde 1789 (la Revolución francesa).

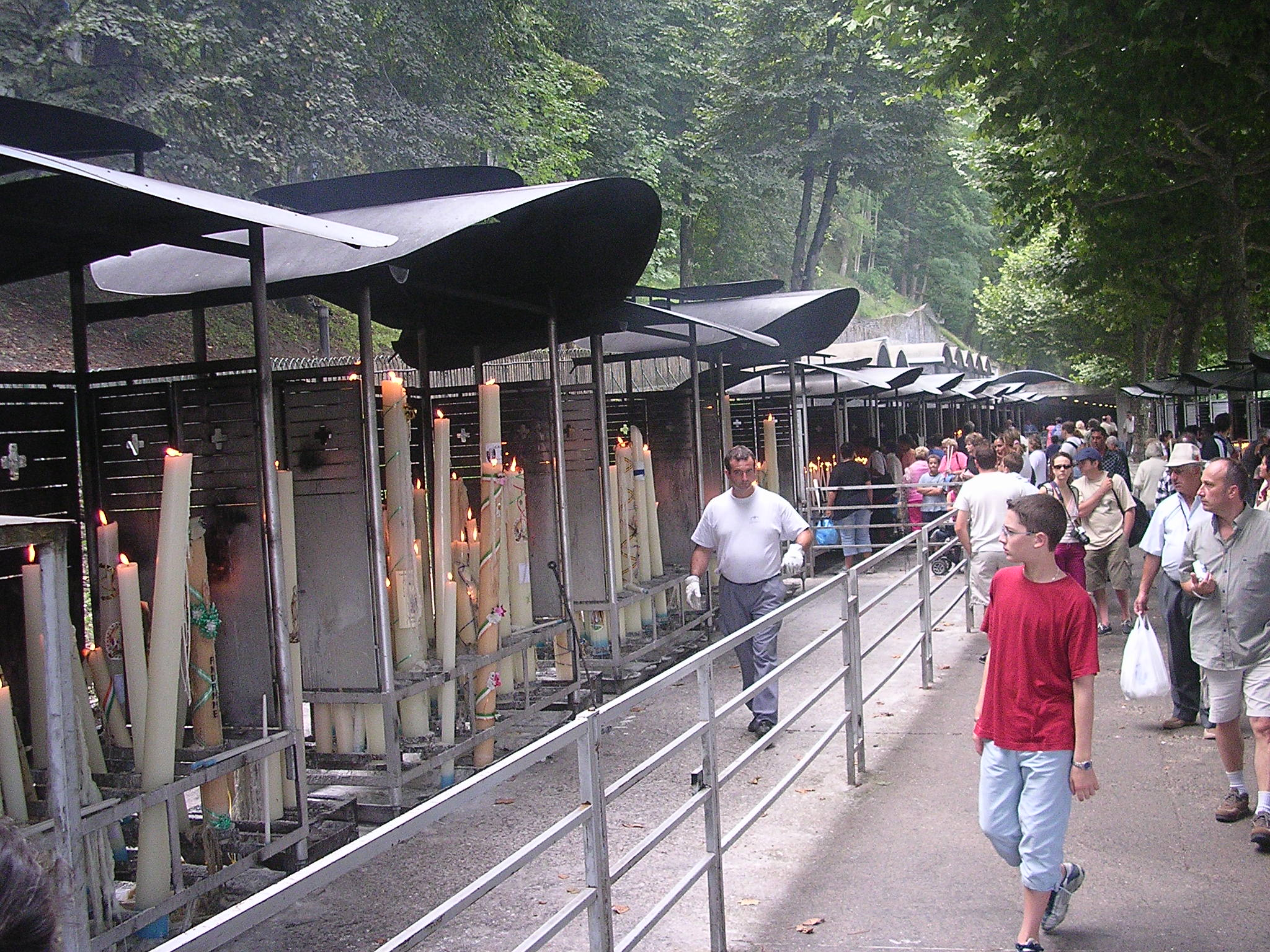
Cirios y velas dedicadas a la Virgen de Lourdes

Mientras que muchas parroquias restauran o reconstruyen los daños de su iglesia (a veces simplemente debido a la negligencia o por la falta de las finanzas) y muchas cruces de misión se erigen en todo el país, un número significativo de municipios han instalado una réplica de la Gruta de Lourdes. Ésta es la señal de un fervor particular. La piedra de la cueva se convirtió en lisa a la altura de las manos después de más de un siglo de peregrinación. Del mismo modo, el interior de la cueva se ha vuelto negro y gris, carbonizado en los últimos años por el humo de las velas.
Tras las devastadoras inundaciones de octubre de 2012 y junio de 2013, que dieron lugar a la inundación de la cueva, el sitio se reconstruyó. La financiación se realizó con el 75% en pagos de seguros y el 25% de las donaciones por la inundación.
El camino, una zona boscosa rodeada por 32 fresnos, conduce al lugar sagrado. El pavimento del suelo es de una mezcla de cemento con piedra de Arudy. Se instaló una segunda sacristía y un nuevo mobiliario.

## Peregrinación

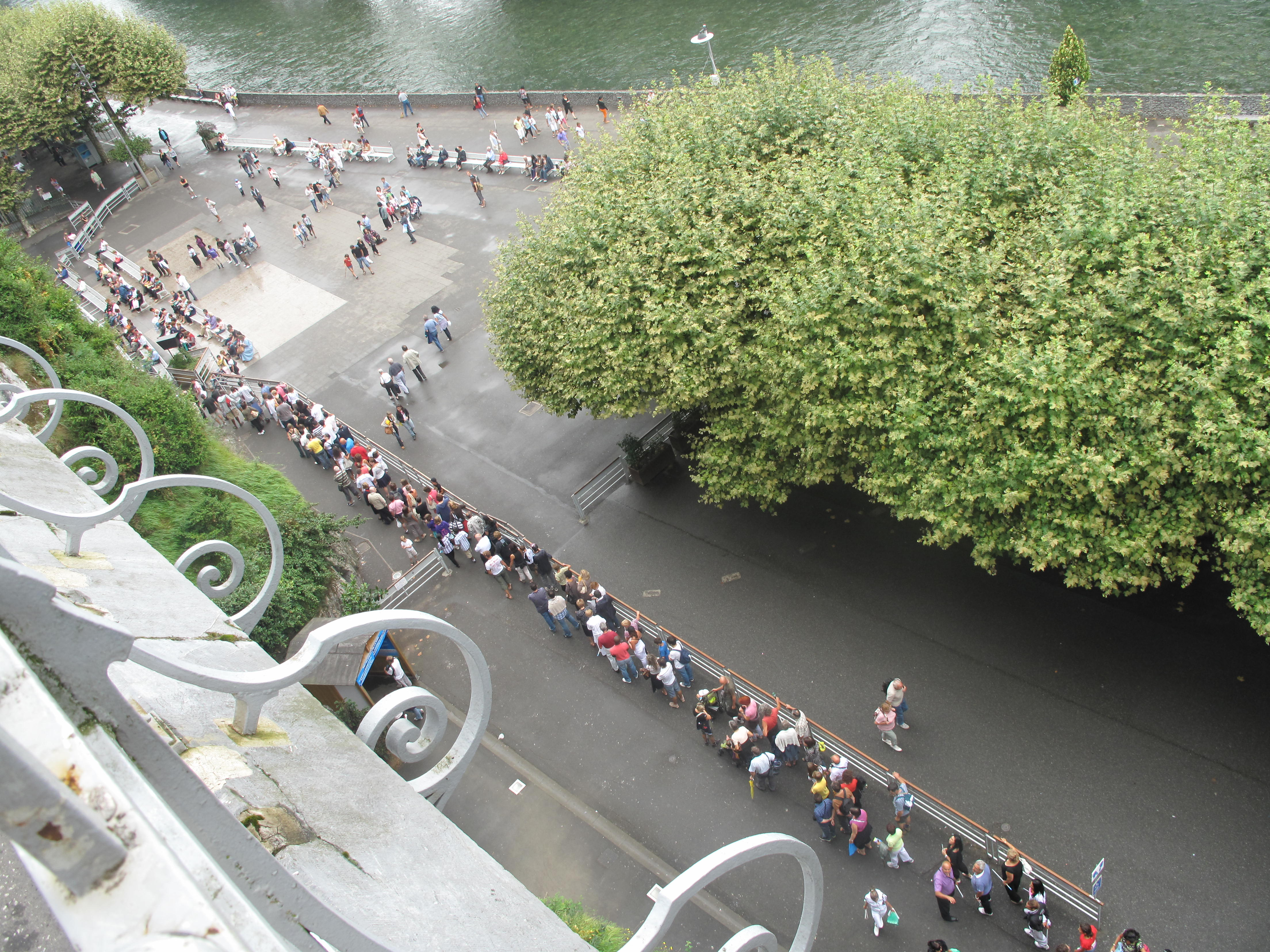
Cola de peregrinos, vista desde la terraza del Santuario de Lourdes

La gruta de Massabielle es un lugar de visita obligada para cualquiera que acuda al Santuario de Lourdes, ya sea como turista o como creyente.
La visita de la cueva se hace en silencio. La mayoría de la gente toca con las manos la pared de la cueva por respeto, para hacer un voto o una oración. También se organizan procesiones de peregrinos enfermos.
Es una tradición ir a la gruta con una vela bendita y encendida en memoria de este gesto realizado por Bernadette durante las primeras apariciones de la Virgen.
Las peregrinaciones se pueden seguir en directo en internet.